# Emma Willard
Pour les articles homonymes, voir Willard.
Emma Hart Willard (1787 – 1870) est une éducatrice, autrice de livres scolaires et cartographe américaine. Elle est aussi connue comme militante pour les droits des femmes. Elle est la première cartographe professionnelle américaine. 
Elle fonde en 1814 le « Troy Female Seminary » à Troy, dans l'État de New York, renommé en 1895 Emma Willard School.
Son nom a été donné à un cratère vénusien.